# Spartak Kyjev
Spartak Kyjev (ukrajinsky: ХК Спартак Київ) je ukrajinský ženský házenkářský klub. Byl založen roku 1962. Ačkoli po rozpadu Sovětského svazu není již tak mezinárodně úspěšný, se třinácti triumfy v Lize mistrů (ve té době zvané Poháru mistrů) je stále nejúspěšnějším klubem v dějinách evropské ženské házené. Nejprestižnější evropskou klubovou soutěž vyhrál v letech 1970, 1971, 1972, 1973, 1975, 1977, 1979, 1981, 1983, 1985, 1986, 1987 a 1988. Krom toho hrál dvakrát finále této soutěže (1974, 1989). Unikátních bylo rovněž jeho dvacet titulů mistryň Sovětského svazu, které získal všechny v řadě (1969-1988). Po rozpadu SSSR ještě třikrát vyhrál ukrajinskou ligu (1992, 1996, 2000). Největším mezinárodním úspěchem v této éře bylo finále Poháru vítězů pohárů v roce 2003. Základní sada dresů je celočervená. Své domácí zápasy klub hraje ve Sportovním centru BVUFK ve městě Brovary, které leží asi 12 kilometrů od Kyjeva. Velkými osobnostmi dějin klubu byl trenér Igor Turčin a jeho manželka, rozehrávačka Zinaida Turčinová.

## Evropské soutěže
Pohár mistrů:
- 1969/70:  vítěz
- 1970/71:  vítěz
- 1971/72:  vítěz
- 1972/73:  vítěz
- 1973/74: finále
- 1974/75:  vítěz
- 1976/77:  vítěz
- 1978/79:  vítěz
- 1980/81:  vítěz
- 1982/83:  vítěz
- 1984/85:  vítěz
- 1985/86:  vítěz
- 1986/87:  vítěz
- 1987/88:  vítěz
- 1988/89: finále

Liga mistrů EHF:
- 1996/97: osmifinále
- 2000/01: skupinová fáze

Pohár vítězů pohárů EHF:
- 1990/91: finále
- 1994/95: čtvrtfinále
- 1995/96: čtvrtfinále
- 1998/99: čtvrtfinále
- 1999/00: semifinále
- 2001/02: 4. kolo
- 2002/03: finále
- 2003/04: 3. kolo
- 2004/05: 3. kolo
- 2006/07: 3. kolo

Pohár EHF:
- 1993/94: čtvrtfinále
- 2005/06: 3. kolo

Vyzývací pohár EHF:
- 2007/08: osmifinále
- 2010/11: čtvrtfinále

Městský pohár EHF:
- 1997/98: čtvrtfinále

Pohár IHF:
- 1989/90: finále